# اسکاتلندی واقعی
اسکاتلندی واقعی یک مغالطه منطقیِ ناساختاریِ واژگانی و یک تلاش تک‌موردی برای پشتیبانی از یک ادّعای نامستدل است. این مغالطه راهی برای بازتفسیر یک واژه به منظور جلوگیری از رد شدن ادّعای فرد است. در این مغلطه، فرد ادّعایی کلّی دربارهٔ یک گروه بیان می‌کند و وقتی مثالی نقض از میان همان گروه به او داده می‌شود، به‌جای پس گرفتن ادّعای کلّی خود، با تغییر یک واژه گروه کلّی را به گروهی مبهم می‌کاهد. این مغلطه نخستین‌ بار توسّط آنتونی فلو فیلسوف انگلیسی در سال ۱۹۷۵ میلادی مطرح شد. یک ویژگی مهم این مغلطه، به‌کارگیری واژه‌هایی مانند واقعی، حقیقی، اصل، اصیل، راستین و مانند آن‌ها برای کاستن از عضوهای گروه کلّی است. افراد در این استدلال به دنبال چیزی واقعی و اصیل هستند و ادّعا می‌کنند شخص یا موضوعی که درباره‌اش حرف می‌زنند، واقعی و اصیل نیست.

## مثال و دلیل مغلطه‌ بودن
۱- آقای الف: اسکاتلندی‌ها جنایت نمی‌کنند.
۲- آقای ب: امّا من یک اسکاتلندی را می‌شناسم که مرتکب جنایت شده‌ است.
۳- آقای الف: خُب، اسکاتلندی‌های واقعی جنایت نمی‌کنند.
در این مثال، «آقای الف» با وجود مثال نقض ۲، ادّعای ۱ را پس نمی‌گیرد و در عوض با تغییر واژگان ادّعای ۳ را مطرح می‌سازد؛ امّا گروه موسوم به «اسکاتلندی‌های واقعی» یک گروه مبهم است که دربارهٔ اعضای آن بین دو طرف توافق وجود ندارد. چنین به نظر می‌رسد که «آقای الف» یک ویژگی گروه ادّعایی اسکاتلندی‌های واقعی را این می‌داند که اعضای آن جنایت نمی‌کنند. در این‌صورت، جملهٔ ۳ معادل جملهٔ زیر خواهد شد:
«اسکاتلندی‌هایی که جنایت نمی‌کنند، جنایت نمی‌کنند.»
که بدیهی است و چیزی به دانسته‌های ما نخواهد افزود.